# Noël Vidot
Noël Vidot (* 15. Dezember 1962 in Saint-Denis, Réunion) ist ein ehemaliger französischer Fußballspieler. Seit 2015 ist er Präsident des Fußballverbands Ligue Réunionnaise de Football.

## Spielerlaufbahn

### Jugend und erste Profistation Le Havre (bis 1987)
Vidot wuchs als älterer Bruder des später ebenfalls im Profifußball aktiven Jacky Vidot auf der zu Frankreich gehörenden Insel La Réunion im Indischen Ozean auf und begann bei verschiedenen lokalen Vereinen mit dem Fußballspielen. Mit 16 Jahren zog er ins französische Mutterland, um bei der Akademie INF Vichy im Fußball ausgebildet zu werden und so eine Chance auf eine Zukunft im Profifußball zu haben. Zu seinen Mitspielern dort zählte unter anderem Jean-Pierre Papin. Vidot erweckte schließlich das Interesse des Zweitligisten Le Havre AC und konnte im Vorfeld der Saison 1982/83 mit 19 Jahren dort unterschreiben. In der nordfranzösischen Küstenstadt war er zunächst vornehmlich für die Reservemannschaft vorgesehen, durfte aber regelmäßig mit den Profis trainieren. Da er im Training gute Leistungen zeigte und unter anderem mit Abdel Djaadaoui und Pascal Drieu mehrere Mittelfeldspieler zeitweise ausfielen, ermöglichte ihm Trainer Yves Herbet sein Debüt in der zweiten Liga. Infolgedessen kam der Nachwuchsakteur im Verlauf der Spielzeit 1982/83 zu zwölf Zweitligaeinsätzen. Daran anschließend wurde mit Didier Notheaux allerdings ein neuer Trainer verpflichtet, der zunächst nicht weiter auf ihn setzte und die Position im defensiven Mittelfeld Francis Barthel überließ. Nach einem Jahr ohne Berücksichtigung änderte sich Vidots Situation grundlegend, da Notheaux ihn an der Seite des Polen Henryk Miłoszewicz zum Stammspieler auf der Position vor der Abwehr machte. In der damals noch in zwei Staffeln aufgeteilten Liga erlebte er mit seiner Mannschaft eine erfolgreiche Saison 1984/85, die auf dem ersten Tabellenrang endete. Damit wurde der Aufstieg erreicht und zudem konnte gegen den Ersten der Gruppe B OGC Nizza die Zweitligameisterschaft gewonnen werden.
Auch nach dem Aufstieg konnte Vidot seinen Stammplatz trotz einer Reihe erfahrener Mitspieler behaupten und wurde für die Nordfranzosen zu einem Schlüsselspieler. In der höchsten Spielklasse kämpfte Le Havre gegen den Abstieg, welcher 1986 nur dank des besseren Torverhältnisses gegenüber der AS Nancy abgewendet wurde. Vergleichbar verlief die darauffolgende Saison 1986/87, in der erneut knapp die Klasse gehalten werden konnte. Im Sommer 1987 verließ Vidot Le Havre nach fünf Jahren und nahm trotz seines Stammplatzes in der ersten Liga ein Angebot des Zweitligisten Olympique Nîmes an.

### Mit Nîmes, Laval und Le Mans in der zweiten Liga (1987–1993)
Nîmes strebte den Aufstieg in die Erstklassigkeit an und hatte sich daher 1987 durch zahlreiche weitere Neuzugänge verstärkt. Vidot konnte sich behaupten und zum Stammspieler avancieren, blieb mit seinen Teamkollegen aber deutlich von einem möglichen Aufstieg entfernt. Der Kader wurde in der Folge weiter verstärkt und durch die Rückkehr des früheren Nationalspielers René Girard büßte Vidot seinen Stammplatz ein, wurde allerdings weiterhin regelmäßig berücksichtigt. Die Südfranzosen konnten sich erheblich steigern und qualifizierten sich für die Aufstiegsrelegation, scheiterten in dieser jedoch knapp. Daran anschließend erhielt der Spieler kein neues Vertragsangebot in Nîmes und schloss sich daraufhin dem ebenfalls zweitklassigen Stade Laval anzuschließen.
Bedingt durch den vorausgehenden Abstieg aus der ersten Liga hatte Laval 1989 zahlreiche Abgänge zu verzeichnen. Vidot erhielt in dieser Situation einen festen Stammplatz und verpasste mit der Mannschaft die Aufstiegsränge nur knapp. Obwohl im Vorfeld der Spielzeit 1990/91 erneut mehrere Leistungsträger den Verein verließen, zählte Laval auch in dieser Saison zur Spitzengruppe, wenngleich der Aufstieg wieder nicht erreicht wurde. Die darauffolgende Spielzeit endete im oberen Mittelfeld. Nach drei Jahren als Teil der Stammelf kehrte der Spieler dem Verein 1992 den Rücken, um sich dem Ligarivalen Le Mans UC anzuschließen.
Bei Le Mans waren Régis Beunardeau und Jean-Luc Gautier auf seiner Position in der Regel gesetzt, weswegen er dort keinen Stammplatz erhielt. Bei den Westfranzosen bestritt er sein letztes Profijahr, da er 1993 zum Drittligisten FC Saint-Leu und damit in den Amateurbereich wechselte. Bis dahin war er auf 68 Erstligapartien mit vier erzielten Toren sowie 209 Zweitligaspielen mit sechs Treffern gekommen.

## Trainer und Funktionär auf Réunion
In den letzten Jahren seiner Profilaufbahn war Vidot zwischen 1989 und 1992 nebenbei für die Auswahl der Insel Réunion aufgelaufen. Nach seinem Karriereende kehrte er in den 1990er-Jahren auf seine Heimatinsel zurück und war dort anschließend bei verschiedenen Klubs als Spielertrainer bzw. Trainer tätig. Zeitweise übernahm er auch die Auswahlmannschaft, für die er einst selbst gespielt hatte, und führte diese 2007 zum Gewinn des Fußballturniers der Indic Ocean Island Games, welche in Madagaskar stattfanden. Im Finale wurde der Gastgeber Madagaskar nach einem 0:0 über 120 Minuten im Elfmeterschießen geschlagen.
Zu Beginn des Jahres 2015 wurde bekannt, dass der hauptberuflich bei Réunions Hauptstadt Saint-Denis angestellte Vidot sich an der Spitze einer Liste für das Amt des Präsidenten der Ligue Réunionnaise de Football zur Wahl stellen würde. Zuvor war die 2012 erfolgte Wiederwahl des langjährigen Präsidenten Yves Ethève für ungültig erklärt worden. Im Oktober 2015 wurde Vidot als einziger Kandidat mit 100 % der Stimmen – allerdings bei zahlreichen ungültigen Voten – zum neuen Präsidenten des Fußballverbands von Réunion gewählt.